# Túneles Carmelo
Los Túneles Carmelo (en hebreo: מנהרות הכרמל) son un conjunto de túneles vehiculares en Haifa, Israel.

## Descripción
El propósito de los túneles es reducir la congestión vial en la zona de Haifa y proporcionar una ruta alternativa para llegar a las partes oriental y central de la ciudad, la bahía de Haifa y el área Krayot hacia y desde la planicie costera central de Israel sin tener que viajar a través del tráfico del centro congestionado de Haifa, y tener que conducir al otro lado de la monte Carmelo o Haifa sin pasar por el este, a lo largo del borde del valle de Jezreel (a través de la autopista 70, por ejemplo). Los túneles cortan el tiempo de viaje desde el intercambio de Haifa Sur, en el oeste del cruce de puesto de control en el este de 30 a 50 minutos por 6 minutos.